# Juan Jover
Juan Jover Sañes,  španski dirkač Formule 1, * 13. november 1903, Barcelona, Španija, † 28. junij 1960, Sitges, Španija.
V svoji karieri je nastopil le na domači dirki za Veliko nagrado Španije v sezoni 1951, ko je nastopil z dirkalnikom Maserati 4CLT manjšega moštva Scuderia Milano, toda zaradi okvare motorja sploh ni štartal. Umrl je leta 1960.

## Popolni rezultati Formule 1
(legenda) (odebeljene dirke pomenijo najboljši štartni položaj, poševne pa najhitrejši krog, †-uvrščen kljub odstopu)
| Leto | Moštvo          | Šasija        | Motor               | 1   | 2   | 3   | 4   | 5  | 6   | 7   | 8       | Prv | Toč |
| ---- | --------------- | ------------- | ------------------- | --- | --- | --- | --- | -- | --- | --- | ------- | --- | --- |
| 1951 | Scuderia Milano | Maserati 4CLT | Maserati Straight-4 | ŠVI | 500 | BEL | FRA | VB | NEM | ITA | ŠPA DNS | -   | 0   |